# Boloria rufina
Boloria rufina är en fjärilsart som beskrevs av Ramon Agenjo Cecilia 1961. Boloria rufina ingår i släktet Boloria och familjen praktfjärilar. Inga underarter finns listade i Catalogue of Life.